# Borralan-Komplex
Der 26 Quadratkilometer große Borralan-Komplex (auch Loch Borralan-Pluton oder nur  Borralan-Pluton) ist eine rund 430 Millionen Jahre alte alkalische Intrusion, die im Silur zu Beginn der Skandischen Orogenese in die Moine Thrust Zone im Nordwesten Schottlands eingedrungen war. Es handelt sich hierbei um den einzigen großen, an Quarz-untersättigten Pluton der Britischen Inseln, dessen Mineralogie durch Feldspatvertreter charakterisiert wird und der an Gesteinen ein volles Spektrum von alkalischen Ultramafiten bis quarzführenden Syeniten aufweist.

## Typlokalität
Die Typlokalität der Intrusion ist der Loch Borralan bei Ledmore in Assynt. Der Loch liegt nur knapp einen Kilometer südöstlich vom an der A835 road gelegenen Ledmore. Entlang der Nordseite des Sees führt die A837 road vorbei. Nächstgrößerer Ort ist Ullapool 21,7 Kilometer im Südwesten (Luftlinie).

## Einführung

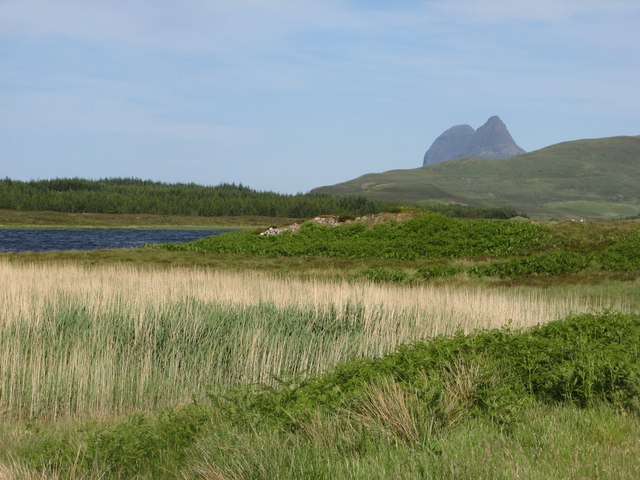
Der Loch Borralan mit dem Suilven im Hintergrund

Im Verlauf der Kaledonischen Orogenese wurden in den Highlands Nordwestschottlands entlang der Moine Thrust Zone neoproterozoische Gesteine der Moine Supergroup nach Westen auf den passiven Kontinentalrand Laurentias überschoben. Die Moine Supergroup war ihrerseits zuvor während des Grampiums und des Skandiums metamorphosiert worden.
Der laurentische Kontinentalrand baut sich aus Grundgebirgsgesteinen auf – dies sind vorwiegend granulit- bis amphibolitfazielle TTG-Gneise des Lewisians, diskordant aufliegende proterozoische Sedimente der Stoer Group, der Sleat Group und der Torridon Group sowie Sedimente eines passiven Kontinentalrandes aus dem Kambrium bis zum Ordovizium (Ardvreck Group und Durness Group).
Im Assynt-Fenster sind vier Hauptüberschiebungen verwirklicht – (vom Hangenden zum Liegenden) die eigentliche Moine Thrust, die Ben More Thrust, die Glencoul Thrust und die Sole Thrust. Im Südteil des Fensters haben sich zwei hochalkalische Intrusionen ihren Weg in die Überschiebungen gebahnt: einmal der Borralan-Komplex und der Loch-Ailsh-Komplex etwas abgesetzt im Nordosten. Die Gesteine dieser beiden Komplexe reichen von ultramafischen Melanit-Biotit-Pyroxeniten und so genannten Borolaniten (dies sind Biotit-Nephelinsyenite mit Gehalten an Pseudoleucit) bis hin zu alkalifeldspathaltigen Syeniten und Quarzsyeniten.

## Geschichtliches
Der Borralan-Komplex wurde erstmals im Jahr 1892 und erneut 1895 von John Horne und Jethro Teall wissenschaftlich beschrieben. Eine weitere Beschreibung durch Teall folgte im Jahr 1900 und im Jahr 1907 wurde der Komplex erstmals von Ben Peach und Kollegen kartiert. Samuel James Shand (1910 und 1939) sowie A. R. Woolley (1970 und 1973) ließen detaillierte petrologische Beschreibungen folgen. Außerdem verliehen sie vielen der prägnanten Gesteine örtliche Namen wie beispielsweise Assyntit, Borolanit (auch in der Schreibweise Borralanit), Cromaltit, Ledmorit und Perthosit. Borolanit bezeichnet einen Nephelinsyenit und einen Pseudoleucit-führenden Syenit, Cromaltit einen Biotit-Melanit-Pyroxenit, Ledmorit einen Granat-Ägirin-Augit-Nephelinsyenit und Perthosit einen Alkalifeldspatsyenit.

## Struktureller Aufbau
Der 26 Quadratkilometer große Borralan-Komplex ist um den namensverleihenden Loch Borralan aufgedrungen. Die Intrusion ist Nordwest-Südost orientiert und wird in dieser Richtung 8,2 Kilometer lang. Ihre Breite beträgt bis zu 5 Kilometer. In ihrem Zentrum erscheint ein Quarzsyenit, der im Westabschnitt von einem Alkalifeldspatsyenit und einem Ledmorit umgeben wird. Im Ostabschnitt tritt ein Borolanit an ihre Stelle. Gen Südwesten in Richtung Loch Urigill erscheinen sodann ein Ultramafit – der Bad-na-h-Achlaise-Ultramafit – und schließlich noch ein Karbonatit. Schwere- und magnetische Anomaliemessungen ergaben, dass der Borralan-Komplex insgesamt nur etwas mächtiger als 400 Meter wird, er somit eine relativ flache, möglicherweise lakkolithische Struktur darstellt.
Nachbargesteine, in die der Komplex eingedrungen ist, sind die Durness Group im Osten, am Nordrand, im Westen und im Süden am Loch Urigill. Hier tritt auch noch der ordovizische Anteil der Durness Group zu Tage. Die kambrische Ardvreck Group findet sich im Südosten, im Nordosten, im Norden und auch im Südwesten der Intrusion.

## Petrologie

### Ultramafische Pyroxenite – Cromaltite

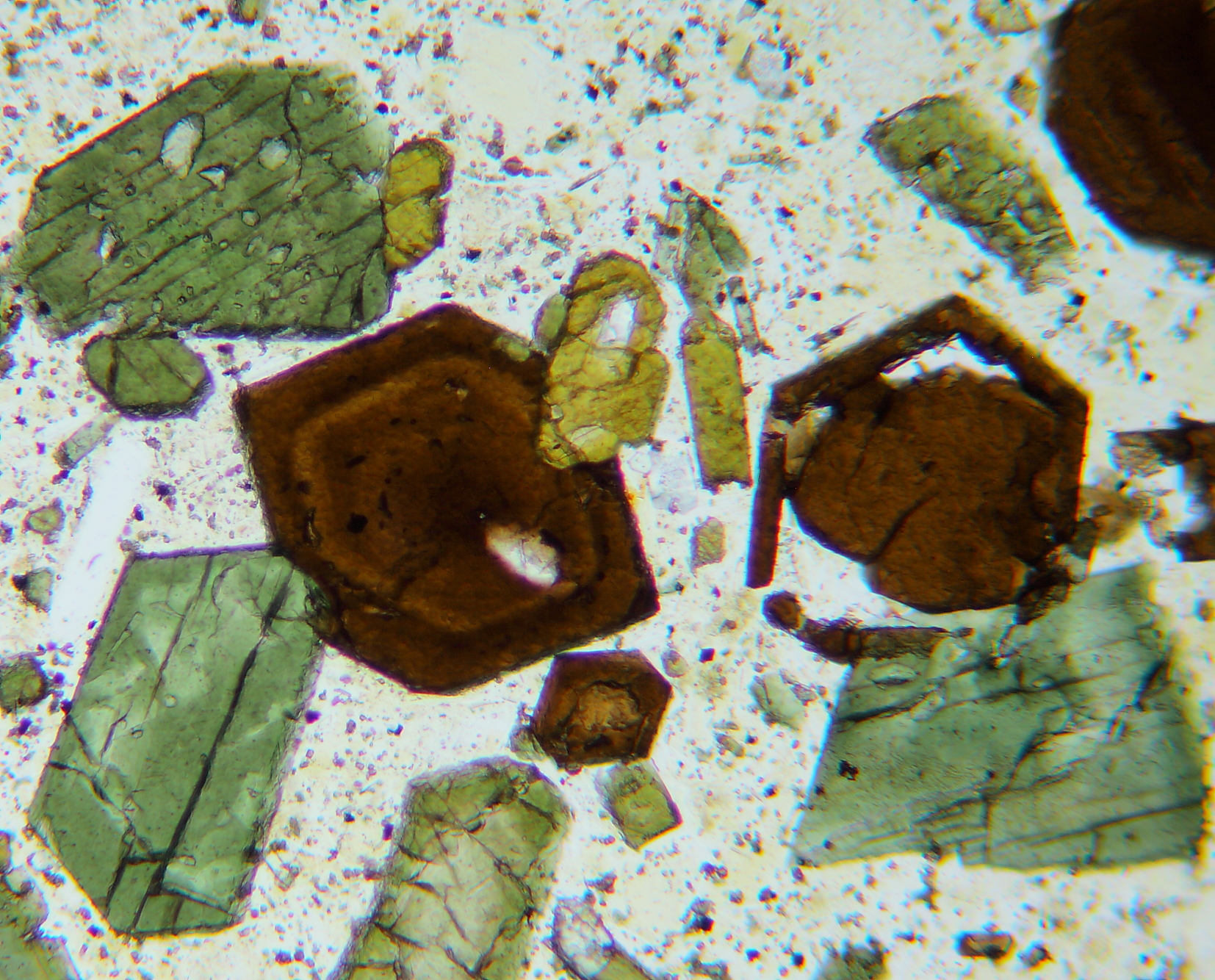
Dünnschliff von zoniertem, dunkelbraunen Melanit und grünem Ägirinaugit eines Gangphonoliths vom Kaiserstuhl

Am Südwestrand des Borralan-Komplexes sind mehrere kleinere Körper von geschichteten ultramafischen Gesteinen anstehend. Diese sehr ungewöhnlichen Gesteine enthalten in unterschiedlichen Mengen die Minerale Klinopyroxen, den Granat Melanit, Amphibol, Biotit, Magnetit, jedoch so gut wie keinen Feldspat. Die Biotitpyroxenite (auch als Jacupirangit bezeichnet) enthalten späte, poikilitische Biotite und sind als Kumulate entstanden. Melanit ist ein titanreicher, dunkler Granat mit der Formel Ca3Fe3+2[(Si, Ti)O4]3, charakteristisch für alkalische Ultramafite. Die Granate in den Borralan-Ultramafiten enthalten bis zu 7 Gewichtsprozent TiO2. Die Elementkonzentrationen Ca, Fe, Ti und Mn sind in den Cromaltiten praktisch mit den Granat-Konzentrationen in den Borolaniten identisch und legen daher die Schlussfolgerung nahe, dass beide Gesteinstypen vom gleichen Stammmagma abstammen.
Die ultramafischen Cromaltite repräsentieren somit die homogene Cumulus-Phase, aus der sodann die Borolanite weiter fraktionierten. Die Pyroxene in den Cromaltiten sind isomorph und definieren daher die Cumulus-Struktur, die zum nach N 101 und mit 45° nach Süd einfallenden Kontakt parallel verläuft. Auffallend sind ferner sehr deutliche Fließstrukturen (Bänderungen) und Gefügeausrichtungen (engl. shape preferred orientations oder abgekürzt SPO). Die Pyroxene verdeutlichen ferner Exsolutionsstrukturen – und zwar Entmischungen von calciumreichen Hedenbergit aus Diopsid-Wirtskristallen. Dies ist laut Fox (2015) die Folge eines steilen Temperaturgradientens und einer sehr raschen Abkühlungsrate.
Am Intrusionsrand finden sich gelegentlich auch kleine Späne von Serpentiniten, auch Phlogopit- und Brucitmarmore sind zugegen.

### Karbonatite

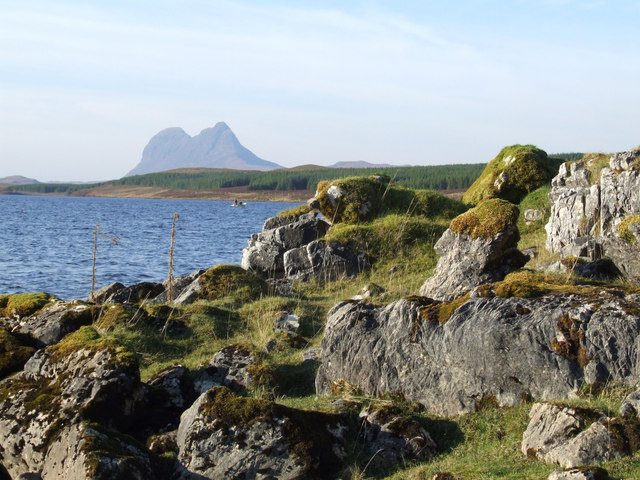
Nordufer des Loch Urigills mit anstehender Oberer Durness Group – unweit des Karbonatitvorkommens. Im Nordwesten dahinter der Suilven.

Karbonatit wurde als orange-braune Karbonatblöcke am Nordufer des Loch Urigills entdeckt. Dies ist das einzige wichtige Karbonatitvorkommen in ganz Großbritannien. In den Karbonatitblöcken erscheinen Xenolithe von Nephelinsyenit, Biotit-Pyroxenit und dolomitischem Kalk, die alle deutliche Reaktionssäume an den Tag legen. Daraufhin wurde auch noch ein weißer Sövit (ein grobkörniger Calcit-Carbonatit) gefunden, welcher wenige Meter weiter nördlich die Dolomitkalke der Durness Group durchdrang. Young und Kollegen (1994) unterscheiden drei Karbonatittypen: einen porphyrischen Sövit, einen Phlogopit-Apatit-Sövit und einen silikathaltigen Karbonatit. Letzterer zeigt eine randliche Sövitbrekzie mit Klasten von braunem Phlogopit, Rosetten von Apatit und Serpentinpseudomorphosen nach Olivin.
Der Karbonatitkörper liegt etwa 400 Meter außerhalb des Borralan-Komplexes, jedoch nur 50 bis 100 Meter von den ultramafischen Pyroxeniten entfernt, dennoch ist er offensichtlich Teil der Intrusion und ebenfalls magmatischen Ursprungs. Die Assoziation Karbonatit-Nephelinsyenit und Karbonatit-Diopsidpyroxenit ist mittlerweile weltweit anerkannt. Dass die Karbonatite einen tiefsitzenden Ursprung haben und keine örtlichen Remobilisate der Durness Group darstellen, kann geochemisch geschlussfolgert werden – und zwar anhand der Spurenelementverteilungen und der Sauerstoffisotopensignaturen.
Das volle Ausmaß des Karbonatitkörpers kann wegen der schlechten topographischen Aufschlussverhältnisse nicht genau umrissen werden.

### Frühe Nephelinsyenite
Nephelinsyenite (Foidsyenite) der frühen Abfolge erscheinen am Ledmore River bei Ledmore. Hierbei handelt es sich um Shand's mesokrate Ledmorite, die Nephelinsyenite mit Melanit und Pyroxen darstellen.

### Frühe Borolanite

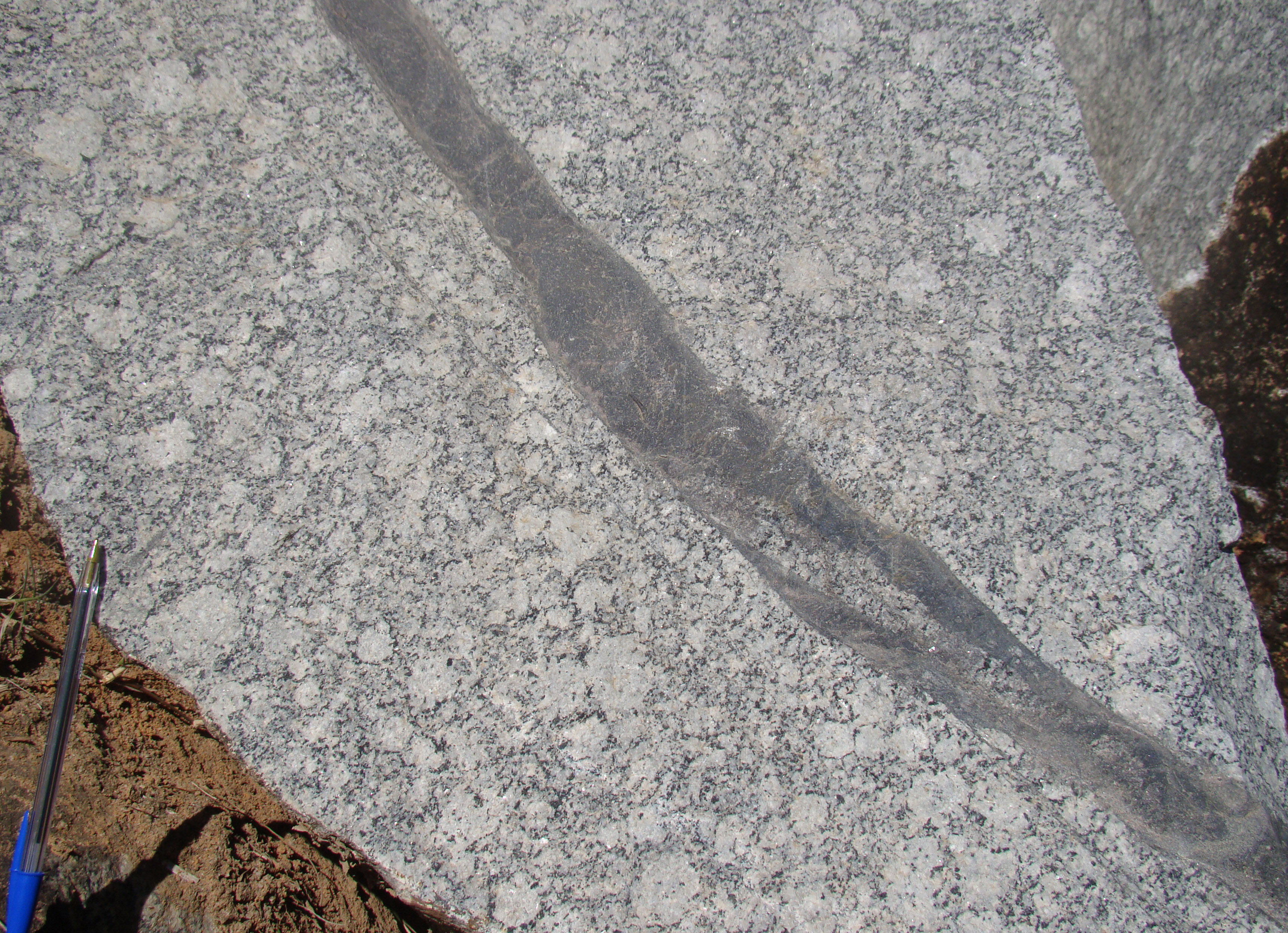
Pseudoleucit-Syenit von Morro de São João, RJ, Brasilien. Der Pseudoleucit des Borralan-Komplexes ist generell etwas mafischer (enthält mafische Einschlüsse), insbesondere die deformierten Varietäten wirken dunkler.

Zur frühen Abfolge gehören auch der Borolanit – ein Pseudoleucit-Syenit – sowie assoziierte Gesteine. Der Borolanit ist vorwiegend im Ostteil des Komplexes anzutreffen – mit sehr schönen Aufschlüssen am Allt a’ Mhuilinn. Noch bedeutender sind die Vorkommen im Steinbruch östlich des Allt a’ Mhuilinns und in dessen Schlucht.
Borolanit ist ebenfalls ein Nephelinsyenit, der aber aus Pyroxen und Melanit aufgebaut ist und ins Auge fallende, große, weiße Flecken enthält – interpretiert als Leucit-Pseudomorphosen aus Alkalifeldspat, Muscovit und Nephelin. Die Pseudoleucitkristalle sind abgeplattet und als weißliche, elliptisch-längliche Striemen in die Transportrichtung der Moine Thrust eingeregelt. Die Reaktion natriumreichen Leucits hin zu Nephelin und Feldspat läuft normalerweise im Subsolidusbereich ab. Die abgeplatteten Pseudoleucite entstanden folglich in einer späteren tektonischen Phase und sind somit nicht magmatischen Ursprungs. Die Subsolidusgefüge beschränken sich auf den Ostteil der Intrusion. Sie werden als durch Scherung entstandene Gefüge angesehen, die sich nach der ursprünglichen Auskristallisierung und noch während der Überschiebungstektonik herausgebildet hatten. 
Die Borolanitvorkommen werden von unverformten Pegmatitadern durchschlagen, welche für Großbritannien eine einzigartige Zusammensetzung aufweisen: Feldspat, Nephelin, Biotit, Melanit, Magnetit, Sphen, Allanit, blauer sulfathaltiger Cancrinit (Vishnevit) und Zeolithe.
Andere silikatuntersättigte Gesteine im Ostteil der Intrusion bilden eine hochkomplexe Abfolge. Sie treten sporadisch östlich vom Allt a’ Mhuilinn auf. Einige Vertreter erreichen hierbei bis zu 15 Gewichtsprozent K2O und gehören somit zu den kalireichsten Gesteinen der Erde.

### Späte Alkalifeldspat-Quarz-Syenite
Die späten Alkalifeldspat- und Quarzhaltigen Syenite sind meist nicht verformt und bilden den strukturell am höchsten gelegenen und gleichzeitig jüngsten Abschnitt des Borralan-Komplexes. Perthosite bestehen hauptsächlich aus Alkalifeldspat und untergeordnetem Melanit. Die am stärksten fraktionierten Quarzsyenite (Nordmarkite) enthalten neben Alkalifeldspat und bis zu 12 Gewichtsprozent Quarz untergeordnet Klinopyroxen (Ägirinaugit), Amphibol (Kaersutit) und Melanit. Die Leukosyenite am Cnoc an Stròine werden zum strukturell Hangenden hin reicher an Albit und Quarz. Laut Parsons (1972) waren die Leukosyenite nicht aus einem einzigen Magmenkörper durch fraktionierte Kristallisation hervorgegangen, er propagierte daher die Möglichkeit einer zusammengesetzten Intrusion. Er betonte ferner, dass die Borralan-Syenite sich sowohl chemisch als auch petrographisch vom Loch Ailsh-Syenit und auch von den Loch Loyal-Syeniten unterscheiden, auch wenn sie mehr oder weniger zeitgleich entstanden waren.
Viele der Quarzsyenite am oberen Rand des Borralan-Komplexes verdeutlichen Kataklasis. Ferner werden sie von Mylonitzonen aus der Ben More Thrust durchzogen. Die Verformungen haben perthitische Verwachsungen von Plagioklas mit Alkalifeldspat betroffen und lassen auf hochtemperierte Scherungen schließen. Die Mylonithorizonte im Dach der Quarzsyenite sind mehr oder weniger parallel zu den Myloniten in der Moine Thrust und verlaufen außerdem parallel zu den foliierten Pseudoleuciten der Borolanite. Sämtliche strukturellen und petrographischen Merkmale weisen somit darauf hin, dass duktile Schergefüge zwischen 500 und 400 °C die bereits kristallisierten Syenite tektonisch überprägt hatten.

## Geochemische Differenzierung
Probenentnahmen der beiden alkalischen Komplexe (Loch Borralan und Loch Ailsh) ergaben eine geochemische Fraktionierung im QAPF-Diagramm – wobei die Entwicklung von Mafiten hin zu quarzhaltigen Syeniten erfolgt war. Die frühen Abfolgen am Loch Borralan enthalten ultramafische Biotit-Pyroxenite (Cromaltite – benannt nach den Cromalt Hills), die in quarz-untersättigte Gesteine mit Feldspatvertretern übergehen, aber auch in Ledmorite (Aegirinaugithaltige Nephelinsyenite) und Borolanite (Biotit-Alkalifeldspat-Nephelin-Pseudoleucit-Syenite) im Ostteil des Komplexes. Die späte Abfolge bildet einen stöpsel- oder schichtartigen Intrusionskörper aus Alkalifeldspatsyeniten (Perthositen) und Quarzsyeniten. Diese bauen den beherrschenden Hügel Cnoc an Stròine auf. Ein abgetrennter Borolanit – die Loyne-Masse – tritt nordwestlich vom Loch Borralan zu Tage. Es dürfte sich bei ihr um eine kleine Klippenstruktur handeln, welche oberhalb der Sole Thrust eingeschoben worden war.

## Alter
Uran-Blei-Altersdatierungen an Zirkonen lieferten die folgenden Resultate: der Canisp-Porphyr des Vorlandes war zwischen 430,8 und 430,4 Millionen Jahre aufgedrungen, die frühe Abfolge des Borralan-Syenits zwischen 432,3 und 429,9 Millionen Jahre, die späten Borralan-Quarzsyenite zwischen 429,7 und 428,7 Millionen Jahre und der Loch-Ailsh-Syenit zwischen 430,9 und 430,3 Millionen Jahre. Trotz gewisser geochemischer Unterschiede können sämtliche alkalischen Intrusionen in Assynt in etwa dem Zeitraum 431,0 bis 429,2 Millionen Jahre vor heute zugeordnet werden. Dies entspricht dem Wenlock.

## Metamorphose
Der Borralan-Komplex besitzt eine hochtemperierte Kontaktaureole, die am Westrand im Steinbruch von Ledbeg gut aufgeschlossen ist. Durch die Metamorphose wurden die anstehenden ordovizischen Kalke und Dolomite der Durness Group zu Marmoren mit Phlogopit, Brucit, Klinopyroxen und Talk umgewandelt.

## Geodynamik
Der Borralan-Komplex wird zwischen zwei größere Überschiebungssysteme des Assynt-Fensters eingezwängt. Sein Liegendes überfährt im Westen anhand der Borralan Thrust die unterlagernde Sole Thrust. Die Sole Thrust hat sich hier über die gesamte Vorlandsabfolge geschoben – Durness Group, Ardvreck Group, aber auch über die Torridonian Group und kleinere Intrusionen der Northwest Highlands wie z. B. porphyrische Trachyte. Sie kommt schließlich auf das Lewisian zu liegen. Die Sole Thrust ist ihrerseits in zahlreiche steilstehende, West-vergente, sich gegenseitig überschiebende Duplexe verformt. Entlang der Borralan Thrust sind neben den Syeniten auch zahlreiche kleinere ultramafische Körper mit hochgeschleppt worden. Weiter gegen Westen greift dann die Borralan Thrust auch noch tiefer in das Pipe-Rock-Member und in das Basal Quartzite Member hinab. Im rückwärtigen Osten des Borralan-Komplexes erscheint sodann die Ben More Thrust, die ihrerseits über das Dach des Plutons hinwegfährt und sich dabei in die Ben More – Cam Loch Thrust aufspaltet.

## Zusammenschau
Der Borralan-Komplex war noch vor den Überschiebungen an der Moine Thrust zone aufgedrungen. Nirgendwo durchschlagen Intrusivgesteine des Komplexes bedeutende Duplexüberschiebungen – wie dies noch von Parsons und McKirdy (1983), Parsons (1999) und Goodenough und Kollegen (2011) behauptet worden war. Die Überschiebungen sind somit jünger als 430 bis 429 Millionen Jahre. Folglich nahmen sämtliche Alkaligesteine des Assynt-Fensters unter Krusteneinengung Platz – und zwar unmittelbar bevor den tektonischen Bewegungen an der Moine Thrust Zone. 
Die Möglichkeit besteht jedoch, dass die Intrusion dieser alkalischen Magmen in der Nähe der Kaledonischen Überschiebungsfront durchaus die Bewegungen an der Moine Thrust Zone mit initiierte oder stark beeinflusste. Die Alkaligesteine Nordwestschottlands haben mit lithosphärischen Riftvorgängen (unter Krustendehnung), aufwallenden Mantelplumes, Ophiolithen oder Suturen so gut wie nichts zu tun. Sie geben vielmehr einen Oberen Mantel zu erkennen, der unterhalb des Grundgebirges (Lewisian) eine anomale Metasomatose durchlaufen hatte. Lewisische Grundgebirgseinleger finden sich unterhalb der Gesteine des Moinians im Hinterland östlich der Moine Thrust Zone. Dies deutet sehr stark darauf hin, dass die Moine Thrust Zone allein innerhalb des lewisischen Grundgebirges ihren Ausgang nahm und daher auch keinen Plattenrand oder Plattengrenze darstellt.